# Andrine Flemmen
Andrine Flemmen (ur. 29 grudnia 1974 w Molde) – norweska narciarka alpejska, wicemistrzyni świata.

## Kariera
Po raz pierwszy na arenie międzynarodowej pojawiła się w 1993 roku, startując na mistrzostwach świata juniorów w Montecampione, gdzie zajęła 14. miejsce w supergigancie. Był to jej jedyny występ na imprezach tego cyklu.
W zawodach Pucharu Świata zadebiutowała 17 stycznia 1994 roku w Cortinie d’Ampezzo, zajmując 51. miejsce w supergigancie. Pierwsze pucharowe punkty wywalczyła dwa miesiące później, 17 marca 1994 roku w Vail, zajmując 16. miejsce w tej samej konkurencji. Na podium zawodów PŚ po raz pierwszy stanęła 21 listopada 1997 roku w Park City, kończąc giganta na trzeciej pozycji. W zawodach tych wyprzedziły ją jedynie Włoszka Deborah Compagnoni i Austriaczka Alexandra Meissnitzer. Łącznie jedenaście razy stawała na podium, odnosząc trzy zwycięstwa: 24 października 1998 roku w Sölden, 21 listopada 2001 roku w Copper Mountain i 26 października 2002 roku w Sölden wygrywała giganty. Najlepsze wyniki osiągnęła w sezonie 1998/1999, kiedy to w klasyfikacji generalnej zajęła dwunaste miejsce, a w klasyfikacji giganta była trzecia. Ponadto w sezonie 1999/2000 była trzecia w klasyfikacji kombinacji, plasując się za Austriaczką Renate Götschl i Caroline Lalive z USA.
Podczas mistrzostw świata w Vail/Beaver Creek w 1999 roku zdobyła srebrny medal w gigancie, plasując się między Alexandrą Meissnitzer i jej rodaczką, Anitą Wachter. Na tych samych mistrzostwach była również czwarta w slalomie, przegrywając walkę o podium z inną Norweżką, Trine Bakke o 0,06 sekundy. Była też między innymi dziewiąta w gigancie na mistrzostwach świata w Sankt Moritz w 2003 roku. W 1998 roku wystąpiła na igrzyskach olimpijskich w Nagano, gdzie zajęła dziesiąte miejsce w gigancie, a rywalizacji w slalomie nie ukończyła. Brała też udział w gigancie na igrzyskach olimpijskich w Salt Lake City cztery lata później, ale ponownie nie ukończyła zawodów.
W 2006 roku zakończyła karierę.

## Osiągnięcia

### Igrzyska olimpijskie
| Miejsce | Dzień     | Rok  | Miejscowość    | Konkurencja | Czas biegu | Strata | Zwyciężczyni       |
| ------- | --------- | ---- | -------------- | ----------- | ---------- | ------ | ------------------ |
| DNF1    | 19 lutego | 1998 | Nagano         | Slalom      | 1:32,40    | -      | Hilde Gerg         |
| 10.     | 20 lutego | 1998 | Nagano         | Gigant      | 2:50,59    | +4,35  | Deborah Compagnoni |
| DNF1    | 22 lutego | 2002 | Salt Lake City | Gigant      | 2:30,01    | -      | Janica Kostelić    |

### Mistrzostwa świata
| Miejsce | Dzień     | Rok  | Miejscowość       | Konkurencja | Czas biegu | Strata | Zwyciężczyni          |
| ------- | --------- | ---- | ----------------- | ----------- | ---------- | ------ | --------------------- |
| DNF1    | 5 lutego  | 1997 | Sestriere         | Slalom      | 1:43,88    | -      | Deborah Compagnoni    |
| 10.     | 9 lutego  | 1997 | Sestriere         | Gigant      | 2:39,19    | +2,71  | Deborah Compagnoni    |
| 2.      | 11 lutego | 1999 | Vail/Beaver Creek | Gigant      | 2:08,54    | +0,30  | Alexandra Meissnitzer |
| 4.      | 13 lutego | 1999 | Vail/Beaver Creek | Slalom      | 1:33,97    | +1,09  | Zali Steggall         |
| 12.     | 9 lutego  | 2001 | St. Anton         | Gigant      | 2:19,01    | +4,56  | Sonja Nef             |
| 9.      | 13 lutego | 2003 | Sankt Moritz      | Gigant      | 2:30,97    | +2,63  | Anja Pärson           |

### Mistrzostwa świata juniorów
| Miejsce | Dzień   | Rok  | Miejscowość   | Konkurencja | Czas biegu | Strata | Zwyciężczyni   |
| ------- | ------- | ---- | ------------- | ----------- | ---------- | ------ | -------------- |
| 14.     | 5 marca | 1993 | Montecampione | Supergigant | 1:39,23    | +2,40  | Isolde Kostner |

### Puchar Świata

#### Miejsca w klasyfikacji generalnej
- sezon 1994/1995: 50.
- sezon 1995/1996: 76.
- sezon 1996/1997: 46.
- sezon 1997/1998: 17.
- sezon 1998/1999: 9.
- sezon 1999/2000: 25.
- sezon 2000/2001: 54.
- sezon 2001/2002: 25.
- sezon 2002/2003: 32.
- sezon 2003/2004: 36.
- sezon 2004/2005: 100.
- sezon 2005/2006: 114.

#### Miejsca na podium w zawodach
1. Park City – 21 listopada 1997 (gigant) – 3. miejsce
2. Sölden – 24 października 1998 (gigant) – 1. miejsce
3. Semmering – 27 grudnia 1998 (gigant) – 3. miejsce
4. Åre – 22 lutego 1999 (gigant) – 3. miejsce
5. Åre – 24 lutego 1999 (gigant) – 2. miejsce
6. Sierra Nevada – 13 marca 1999 (gigant) – 3. miejsce
7. Santa Caterina – 12 lutego 2000 (kombinacja) – 3. miejsce
8. Sölden – 28 października 2000 (gigant) – 2. miejsce
9. Copper Mountain – 21 listopada 2001 (gigant) – 1. miejsce
10. Santa Caterina – 27 stycznia 2002 (gigant) – 2. miejsce
11. Sölden – 26 października 2002 (gigant) – 1. miejsce